# Okťabrsk
Okťabrsk (rusky Октябрьск) je město v Samarské oblasti v Ruské federaci. Při sčítání lidu v roce 2010 měl přes sedmadvacet tisíc obyvatel. 

## Poloha a doprava
Okťabrsk leží na pravém, v tomto místě severním břehu Saratovské přehradní nádrže na Volze. Od Samary, správního střediska oblasti, je vzdálen přibližně 150 kilometrů západně. Bližším městem je Syzraň, která leží západně od Okťabrsku v jeho bezprostředním sousedství.
Přes město prochází železniční trať z Moskvy do Samary uvedená do provozu v roce 1877, jejíž místní stanice Okťabrsk leží na jejím 975. kilometru. Trať po zdejším 1,5 kilometru dlouhém Syzraňském mostě překonává Volhu.
Severně od města prochází federální silnice  M-5 „Ural“ z Moskvy přes Samaru do Čeljabinsku.

## Dějiny
V místě dnešního Okťabrsku vzniká osídlení v 17. století. K roku 1684 je doloženo opevnění a sídlo Gorodišče na tehdejší obranné linii ruského carství a k roku 1704 sídlo Batraki v místě přístaviště na Volze.
V roce 1875 je u obce Batraki postavena asfaltárna. V roce 1880 po stavbě železničního mostu vzniká sídlo Pravaja Volha. A u asfaltárny vzniká v roce 1882 osada od roku 1925 pojmenována Pervomajskij.
V roce 1942 byla zmíněná sídla sloučena v jeden rajón v rámci Syzraně a v roce 1956 byl tento rajón vyčleněn ze Syzraně jako nové samostatné město Okťabrsk.